# シャナン・ドハーティー
シャナン・ドハーティー（Shannen Doherty, 本名: Shannen Maria Doherty, 1971年4月12日 - 2024年7月13日）は、アメリカ合衆国の女優。テネシー州メンフィス出身、カリフォルニア州ロサンゼルス育ち。生前はテレビへの出演が多かった。

## 略歴
子供の頃から女優を夢見て10歳でテレビシリーズ『Father Murphy』でデビュー。1982年から1983年にかけて『新・大草原の小さな家』にジェニー役で出演するなど子役として活躍する。
19歳の時に青春ドラマ『ビバリーヒルズ高校白書』の主人公の双子の妹ブレンダ・ウォルシュ役でレギュラー出演し、一躍全米のスターとなる。人気を象徴するエピソードとしては番組のファンが家に押しかけてきて家から出られないこともあった。しかし番組が続くにつれ共演者との不仲が噂され、ドハーティーは第4シーズンを最後に番組を降板し、以降のゲスト出演はなかった。しかしその後『ビバリーヒルズ高校白書』の制作会社社長であったアーロン・スペリングと和解。降板から14年が経った2008年に制作されたリメイク版の『新ビバリーヒルズ青春白書』の第1シーズンには数回ゲスト出演し、不仲説が囁かれたジェニー・ガースとも再共演、雑誌にも一緒に登場している。その後2019年のモキュメンタリー『ビバリーヒルズ再会白書』にも出演し、その他のキャストとも再共演を果たしている。
1994年と2003年には『プレイボーイ』でヌードを披露している。
1998年から始まったドラマシリーズ『チャームド〜魔女3姉妹〜』にプルー役で主演し好評を博すも、共演者の一人であるアリッサ・ミラノとの不仲説が囁かれ、自身が監督したエピソードを最後に第3シーズンで降板する。それ以降はゲスト出演もなく、過去の映像を使ったシーンでもドハーティーが出ているシーンは使われていない。
2015年の8月には、乳癌であることを告白した。また、マネージャーを保険が切れているため訴えたことが判明した。2017年には、化学療法を終えたことが報道された。
2020年には、乳癌が再発し、ステージ4であることを公表。
2023年からはポッドキャスト形式で自身の番組『レッツ・ビー・クリア・ウィズ・シャナン・ドハーティー』をスタートさせた。『ビバリーヒルズ高校白書』で共演したジェイソン・プリーストリーやトリ・スペリング、『チャームド』で共演したホリー・マリー・コームズなど自身に関係する様々な人物をゲストに招いている。番組はSpotifyやAppleのポッドキャスト、YouTubeなどで視聴可能。
2024年7月13日に乳癌との長い闘病の末に死去。53歳没。『レッツ・ビー・クリア・ウィズ・シャナン・ドハーティー』はシャナンの希望もあり、家族や友人が代わりにホストを務める形で引き続き放送されている。

### 私生活
プライベートでは1993年にジョージ・ハミルトンの息子アシュレイ・ハミルトンと結婚するが半年で離婚。シャナンは結婚生活を『とても最悪』の一言で語っており、『ビバリーヒルズ高校白書』降板の理由の一つでもあった遅刻癖についても「そういった結婚生活の中で時間通りに現場に到着するのが難しかった』と『レッツ・ビー・クリア・ウィズ・シャナン・ドハーティー』でのジェイソンとの対談の中で明かしている。
2002年にプロデューサーのリック・ソロモンと再婚するが翌年離婚している。
2001年に飲酒運転で逮捕されたことがある。実刑にはならなかったが、1500ドルの罰金、3年間の執行猶予及び免停、飲酒運転防止のクラスへの参加なども義務付けられ、その後、ティーンエージャーの教育センター等で飲酒の危険性についてのスピーチをすることとなり、ハイウェイのゴミ拾いもすることとなった。
2006年にもサンタモニカで交通事故を起こしたが、飲酒ではなかった。
2010年には、銀行から手形の未払いで訴えられたが、一銭も払わなかったため翌年には裁判の出廷を求められた。
2011年に再婚し、フォトグラファーのカート・イスワリエンコとマリブで結婚式を挙げた。二人のプライベートを追ったWEtvのリアリティ番組『The Shannen Doherty Project』は翌年1月に放送された。2023年、ドハーティーが離婚を申請した。

### 交友関係
『チャームド』降板時、アリッサ・ミラノとの不仲説が流れたが、もう一人の姉妹役、ホリー・マリー・コームズとはプライベートでも非常に仲が良く、チャームドより後も交流は続いており親友同士だった。2015年には2人のリアリティー番組『Off the Map』も放送された。ドハーティーの晩年にはポッドキャスト番組の『The House of halliwell』でも共演していた。ドハーティーにとってはこれが最後の出演作となった。コームズは後に追悼コメントも出している。
『ビバリーヒルズ高校白書』のキャストとも確執は解消されており、先述のジェニーのほか、ルーク・ペリーとも友人関係を築いていた。ルークが死去した後には彼が出演していたドラマ『リバーデイル』の追悼エピソードに特別出演を果たしている。また『ビバリーヒルズ再会白書』への出演を決めたのも出演することが彼への敬意を表すことに繋がるからだと明かしている。また、ブライアン・オースティン・グリーンとは番組から始まる前からお互いを知っており、長年に渡り友人であった。

### 社会活動
2014年、9月上旬にイルカ・クジラの追い込み漁が解禁された和歌山・太地町で、日本の調査捕鯨への妨害活動で有名な反捕鯨団体「シーシェパード」が漁船を監視するなかドハーティーはシーシェパードのカメラの前で漁の様子をリポートしている。双眼鏡やカメラで漁を監視し、その様子をツイッターにアップし、シーシェパードの公式HPでも彼女の加入は大々的に告知されており、広告塔としての役割も担っている。

## 主な出演作品

### 映画
| 公開年 | 邦題 原題                                                                                            | 役名                     | 備考           |
| ------ | --- | ------------------------ | -------------- |
| 1985   | ハイスクールはダンステリア Girls Just Want to Have Fun                                               | マギー                   |                |
| 1989   | ヘザース/ベロニカの熱い日 Heathers                                                                   | ヘザー                   |                |
| 1994   | 裸の銃を持つ男PART33 1/3 最後の侮辱 Naked Gun 33 1/3: The Final Insult                               | 本人                     | クレジットなし |
| 1994   | 殺人療法 シャナン・ドハーティ イン ボンテージ Blindfold: Acts of Obsession                           | マデレーン・ダルトン     | テレビ映画     |
| 1994   | マーガレット・ミッチェル物語/わが生涯"風と共に去りぬ" A Burning Passion: The Margaret Mitchell Story | マーガレット             | テレビ映画     |
| 1995   | モール・ラッツ Mallrats                                                                              | レネ                     |                |
| 1996   | ゲッタウェイ!エンジェル JAIL BREAKERS                                                                | エンジェル               | テレビ映画     |
| 1996   | Gone in the Night                                                                                    | シンディ                 | テレビ映画     |
| 1997   | ノーウェア Nowhere                                                                                   | Val-Chick 2              |                |
| 1997   | ザ・チケット 不時着機を救え! The Ticket                                                              | CeeCee Reicker           | テレビ映画     |
| 1997   | Sleeping with the Devil                                                                              | レベッカ                 | テレビ映画     |
| 2000   | サタン・スクール/美しき悪魔 Satan's School for Girls                                                 | カレン・オックスフォード | テレビ映画     |
| 2001   | ジェイ&サイレント・ボブ 帝国への逆襲 Jay and Silent Bob Strike Back                                  | 本人                     |                |
| 2001   | Another Day                                                                                          | ケイト                   | テレビ映画     |
| 2005   | 壊滅暴風圏 II/カテゴリー7 Category 7: The End of the World                                           | フェイス                 | テレビ映画     |
| 2008   | トレジャー&ドラゴン 魔の竜神と失われた王国 The Lost Treasure of the Grand Canyon                     | スーザン・ジョーダン     | テレビ映画     |
| 2008   | Kiss Me Deadly                                                                                       | マータ                   | テレビ映画     |
| 2009   | Encounter With Danger                                                                                |                          | テレビ映画     |
| 2010   | Growing the Big One                                                                                  | エマ・シルバー           | テレビ映画     |
| 2012   | ウィッチスレイヤー捕われのグレーテル                                                                 | グレーテル               |                |
| 2014   | アクア・クリーチャーズ                                                                               | ケイト・パーカー         |                |
| 2017   | Bethany                                                                                              | スーザン                 |                |
| 2018   | No One Would Tell                                                                                    | ローラ・コリンズ         |                |
| 2021   | ドント・サレンダー 進撃の要塞 Fortress                                                               | バーバラ・ドブス         |                |
| 2021   | Breast Cancer Bucket List                                                                            | ダイアナ                 |                |
| 2021   | Dying to Belong                                                                                      |                          |                |
| 2022   | ホット・シート Hot Seat                                                                              | チーフ パム              |                |

### テレビシリーズ
| 放映年      | 邦題 原題                                        | 役名                     | 備考          |
| ----------- | ------------------------------------------------ | ------------------------ | ------------- |
| 1982 - 1983 | 大草原の小さな家 Little house: A New Beginning   | ジェニー・ワイルダー     | 18エピソード  |
| 1984        | 超音速攻撃ヘリ・エアーウルフ Airwolf             | フィービー・ダナー       | 1エピソード   |
| 1986 - 1988 | 頑固じいさん孫3人 Our House                      | クリス・ウィザースプーン | 46エピソード  |
| 1989        | 21ジャンプストリート 21 Jump Street              | ジャニーン・デグレイ     | 1エピソード   |
| 1990 - 1994 | ビバリーヒルズ高校白書 Beverly Hills, 90210      | ブレンダ・ウォルシュ     | 111エピソード |
| 1998 - 2001 | チャームド ～魔女3姉妹～ Charmed                 | プルー・ハリウェル       | 67エピソード  |
| 2004 - 2005 | North Shore                                      | アレクサンドラ・ハドソン | 11エピソード  |
| 2008 - 2009 | 新ビバリーヒルズ青春白書 90210                   | ブレンダ・ウォルシュ     | 8エピソード   |
| 2010        | ダンス・ウイズ・ザ・スターズ                     | 本人                     | 4エピソード   |
| 2012        | New Normal おにゅ～な家族のカタチ The New Normal | 本人                     | 1エピソード   |
| 2012        | Shannen Says                                     | 本人                     | 1シーズン     |
| 2018        | Heathers                                         | Dr. Destiny              | 3エピソード   |
| 2019        | ビバリーヒルズ再会白書                           | 本人                     |               |

## その他出演番組
- Breaking Up with Shannen Doherty（2006-2007,ホスト）
- The View（2007,トークショーホスト）
- Let's Be Clear with Shannen Doherty (2023-2024,ポッドキャストのホスト)
- The House of halliwell (2024,ポッドキャスト番組の第3シーズンに出演)

## 参照
1. ↑  http://www.justjared.com/2008/08/27/shannen-doherty-jennie-garth-entertainment-weekly/
2. 1 2  Lauire, Dan (2021年4月12日). “Shannen Doherty's wild life from Playboy, losing home and cancer battle as she turns 50”.   Daily Star. 2024年12月16日閲覧。
3. ↑  https://www.excite.co.jp/news/article/Techinsight_20150820_127444/
4. ↑  https://web.archive.org/web/20160913055121/http://www.tokyo-sports.co.jp/blogwriter-sakamoto/3582/
5. ↑  https://www.tvgroove.com/news/article/ctg/1/nid/33381.html
6. ↑  “Shannen Doherty dead at 53 after years-long battle with breast cancer — read heartbreaking statement” (英語). HELLO! (2024年7月14日). 2024年7月14日閲覧。
7. ↑  “シャナン・ドハーティーさん死去、53歳　『ビバリーヒルズ青春白書』に出演”. The Hollywood Reporter（THR） 2024年7月15日閲覧。
8. ↑  Pettibone, Kat (2024年5月3日). “Jason Priestley on How His Friendship With ‘Beverly Hills, 90210’ Costar Shannen Doherty Has ‘Evolved’ (Exclusive)”.   US Weekly. 2024年12月16日閲覧。
9. ↑  "Stars Who Eloped! Shannen Doherty & Rick Salomon", Us, n.d.
10. ↑  “Shannen Doherty biography”.  Internet Movie Database. 2008年8月4日閲覧。
11. ↑  “シャナン・ドハーティ、自動車事故で病院へ”. シネマトゥデイ. (2006年2月17日) 2013年8月23日閲覧。
12. ↑  Dahvi Shira; Pernilla Cedenheim (2011年10月15日). “Shannen Doherty Marries in Malibu”. People. 2011年10月15日閲覧。
13. ↑  “Shannen Doherty Files for Divorce From Kurt Iswarienko After 11 Years”. E! Online (2023年4月22日). 2023年4月23日閲覧。
14. ↑  https://dramanavi.net/articles/258068
15. ↑  https://dramanavi.net/articles/257633
16. ↑  Bucksbaum, Sydney (2019年10月9日). “The story behind Riverdale season 4 premiere's Luke Perry tribute and Shannen Doherty's cameo”.   Entertainment Weekly. 2024年12月16日閲覧。
17. ↑  Webber, Stefanie (2023年9月25日). “Brian Austin Green calls Shannen Doherty ‘incredibly strong’ and ‘a fighter’ amid cancer battle”.   New York Post. 2024年12月18日閲覧。
18. ↑  "ビバヒル女優”ブレンダ 日本で反捕鯨活動家になっていた", 日刊ゲンダイ, 2014年9月26日